# Exochus flavifacies
Exochus flavifacies är en stekelart som beskrevs av Kusigemati 1984. Exochus flavifacies ingår i släktet Exochus och familjen brokparasitsteklar. Inga underarter finns listade i Catalogue of Life.